# Noorda jacobsalis
Noorda jacobsalis là một loài bướm đêm trong họ Crambidae.